# Gamla Ullevi (1916)
Gamla Ullevi foi um estádio de futebol em Gotemburgo, na Suécia.
Foi construído em 1916 e demolido em 2007, tendo no seu lugar surgido o novo Gamla Ullevi, inaugurado em 2009.